# Colobothea guatemalena
Colobothea guatemalena là một loài bọ cánh cứng trong họ Cerambycidae.